# Victor Osimhen
Victor James Osimhen (n. 29 decembrie 1998, Lagos, Statul Lagos, Nigeria) este un fotbalist nigerian, care joacă pe post de atacant la Galatasaray în Süper Lig. Pe plan internațional, are prezențe la națională pentru Nigeria.
Născut în Nigeria, Osimhen și-a început cariera în Germania la VfL Wolfsburg în 2017. După un sezon și jumătate la club, s-a mutat la echipa belgiană Charleroi împrumutat în 2018-19, înainte de a se muta în Franța la Lille OSC. În 2020, Osimhen a fost transferat la clubul din Serie A Napoli pentru o sumă record de 70 de milioane de euro. și a câștigat premiul pentru cel mai bun tânăr jucător din Serie A în sezonul 2021-22. În campania următoare, a terminat ca golgheter al ligii cu 26 de goluri, un record pentru un jucător african, ajutând-o pe Napoli să câștige primul titlu din Serie A în 33 de ani. Pentru eforturile sale, a câștigat premiul pentru cel mai bun atacant al ligii, înainte de a fi numit Fotbalistul Anului în Serie A câteva luni mai târziu. Osimhen este în prezent cel mai bun marcator jucător african din istoria Seriei A. Osimhen a fost împrumutat echipei turce Galatasaray înainte de sezonul 2024-25, unde a terminat ca golgheter al ligii și a câștigat o dublă internă. La sfârșitul sezonului, a devenit cel mai scump transfer din istoria campionatului turc după ce a fost transferat definitiv în schimbul la 75 de milioane de euro.
Osimhen a terminat pe locul opt la ceremonia Balonului de Aur din 2023, devenind primul nigerian care a intrat în top zece al premiului francez. De asemenea, a fost numit Fotbalistul African al Anului la Premiile CAF din 2023, fiind primul nigerian care a primit această onoare de la Nwankwo Kanu în 1999.

## Statisticile carierei

### Club
La 30 mai 2025.
| Club                   | Sezon             | Campionat          | Campionat | Campionat | Cupă    | Cupă   | Cupa Ligii | Cupa Ligii | Continental | Continental | Altele  | Altele | Total   | Total  |
| Club                   | Sezon             | Divizie            | Meciuri   | Goluri    | Meciuri | Goluri | Meciuri    | Goluri     | Meciuri     | Goluri      | Meciuri | Goluri | Meciuri | Goluri |
| ---------------------- | ----------------- | ------------------ | --------- | --------- | ------- | ------ | ---------- | ---------- | ----------- | ----------- | ------- | ------ | ------- | ------ |
| VfL Wolfsburg          | 2016–17           | Bundesliga         | 2         | 0         | 0       | 0      | —          | —          | —           | —           | 1       | 0      | 3       | 0      |
| VfL Wolfsburg          | 2017–18           | Bundesliga         | 12        | 0         | 1       | 0      | —          | —          | —           | —           | —       | —      | 13      | 0      |
| VfL Wolfsburg          | Total             | Total              | 14        | 0         | 1       | 0      | —          | —          | —           | —           | 1       | 0      | 16      | 0      |
| Charleroi (împrumut)   | 2018–19           | Belgian Pro League | 25        | 12        | 2       | 1      | —          | —          | —           | —           | 9       | 7      | 36      | 20     |
| Lille                  | 2019–20           | Ligue 1            | 27        | 13        | 3       | 1      | 3          | 2          | 5           | 2           | —       | —      | 38      | 18     |
| Napoli                 | 2020–21           | Serie A            | 24        | 10        | 3       | 0      | —          | —          | 3           | 0           | 0       | 0      | 30      | 10     |
| Napoli                 | 2021–22           | Serie A            | 27        | 14        | 0       | 0      | —          | —          | 5           | 4           | —       | —      | 32      | 18     |
| Napoli                 | 2022–23           | Serie A            | 32        | 26        | 1       | 0      | —          | —          | 6           | 5           | —       | —      | 39      | 31     |
| Napoli                 | 2023–24           | Serie A            | 25        | 15        | 1       | 0      | —          | —          | 6           | 2           | 0       | 0      | 32      | 17     |
| Napoli                 | Total             | Total              | 108       | 65        | 5       | 0      | —          | —          | 20          | 11          | 0       | 0      | 133     | 76     |
| Galatasaray (împrumut) | 2024–25           | Süper Lig          | 30        | 26        | 4       | 5      | —          | —          | 7           | 6           | —       | —      | 41      | 37     |
| Galatasaray            | 2025–26           | Süper Lig          | 0         | 0         | 0       | 0      | —          | —          | 0           | 0           | —       | —      | 0       | 0      |
| Galatasaray            | Galatasaray total | Galatasaray total  | 30        | 26        | 4       | 5      | —          | —          | 7           | 6           | —       | —      | 41      | 37     |
| Total carieră          | Total carieră     | Total carieră      | 204       | 113       | 15      | 7      | 3          | 2          | 32          | 19          | 10      | 7      | 264     | 151    |

1. ↑  Include DFB-Pokal, Cupa Belgiei, Coupe de France, Coppa Italia, Cupa Turciei
2. ↑  Include Coupe de la Ligue
3. ↑  Apariție în play-off-urile pentru retrogradare din Bundesliga
4. ↑  Apariții în play-off-urile europene din Belgian Pro League
5. 1 2 3 4  Apariții în UEFA Champions League
6. 1 2 3  Apariții în UEFA Europa League

### La națională
La 11 februarie 2024.
| Echipa națională | An    | Selecții | Goluri |
| ---------------- | ----- | -------- | ------ |
| Nigeria          | 2017  | 2        | 0      |
| Nigeria          | 2018  | 1        | 0      |
| Nigeria          | 2019  | 7        | 4      |
| Nigeria          | 2020  | 1        | 1      |
| Nigeria          | 2021  | 8        | 5      |
| Nigeria          | 2022  | 4        | 5      |
| Nigeria          | 2023  | 5        | 5      |
| Nigeria          | 2024  | 7        | 1      |
| Total            | Total | 35       | 21     |